# La Chomette
La Chomette é uma comuna francesa na região administrativa de Auvérnia-Ródano-Alpes, no departamento de Alto Loire. Estende-se por uma área de 6,74 km². Em 2010 a comuna tinha 159 habitantes (densidade: 23,6 hab./km²).